# جون باندا
جون باندا (بالإنجليزية: John Banda)‏ (20 أغسطس 1993 بليلونغوي في مالاوي - ) هو لاعب كرة قدم ملاوي في مركز الوسط. شارك مع منتخب مالاوي لكرة القدم. أما مع النوادي، فقد لعب مع Blue Eagles FC ‏.

## وصلات خارجية
- جون باندا على موقع الاتحاد الدولي (مؤرشف)  (الإنجليزية)
- جون باندا على موقع قاعدة بيانات كرة القدم.إي يو (الإنجليزية)
- جون باندا على موقع ناشيونال فوتبول تيمز (الإنجليزية)
- جون باندا على موقع Soccerway.com (الإنجليزية)
- جون باندا على موقع عالم كرة القدم.نت (الإنجليزية)